# Дрюцк
Дрюцк— деревня в Смоленской области России, в Смоленском районе. Население — 463 жителя (2010 год). Расположено в западной части области в 8 км к югу от г. Смоленска, в 5 км к западу от автодороги А141 Орёл — Витебск. 
Входит в состав Пригорского сельского поселения. Автобусное сообщение со Смоленском. Улицы: Административная, Центральная, Молодёжная, Черемушки.

## Экономика
Медпункт, магазины (один в интернате, второй — в полукилометре от центра в лесополосе), СОГБУ "Дрюцкий психоневрологический интернат".

## Достопримечательности
Памятник архитектуры: усадебный дом, конец XIX века. В настоящее время в доме расположен психоневрологический интернат.